# Tamana (Giappone)
Tamana (玉名市?, Tamana-shi) è una città giapponese della prefettura di Kumamoto.